# 南奉公路
南奉公路，是位于上海市的一条公路，被编为上海省道325的一部分。该道路西至奉贤区南桥镇南桥路（原奉贤县府招待所），东至奉贤区奉城镇川南奉公路、新奉公路口（护塘角），经过奉贤区南桥镇、青村镇、奉城镇等行政区，全长18.9公里，以南桥镇、奉城镇各取一个字得名，是奉贤区中部干道之一。